# Dryptosauroides
Dryptosauroides („jako Dryptosaurus“) byl rod teropodního dravého dinosaura z čeledi Abelisauridae, žijícího v období nejpozdnější křídy (asi před 70 až 66 miliony let) na území dnešní Indie (oblast Bara Simla).

## Historie
Formálně byl typový a jediný známý druh D. grandis popsán v roce 1933 na základě objevu šesti fosilních ocasních obratlů (katalogová označení GSI IM K20/334, 609, K27/549, 601, 602 a 626) v sedimentech geologického souvrství Lameta. Obratle jsou dlouhé 13 až 14 cm, což znamená, že patřily velkému teropodnímu dinosaurovi. Protože ale není jisté, do jaké skupiny tento teropod patřil, bývá dnes považován za pochybný taxon (nomen dubium).
Fosilie tohoto a dalších dinosaurů ze stejného souvrství mohly být již před staletími nevědomky uctívány hinduisty v místních chrámech (například jako božstvo zvané Šarabha).

## Popis
Pokud se skutečně jednalo o abelisauridního teropoda, nejspíš představoval velkého, po dvou se pohybujícího dravce s vysokou a relativně krátkou hlavou, zakrnělými předními končetinami a dlouhými a silnými zadními končetinami. Velikost obratlů typového druhu naznačuje, že se muselo jednat o poměrně velkého abelisaurida, možná dokonce jednoho z největších.
V roce 2016 byla odhadnuta délka tohoto dinosaura na 10 metrů a jeho hmotnost zhruba na 1,5 tuny. Jednalo se tedy o "dlouhého", ale poměrně štíhle stavěného dravého dinosaura.